# کردهای نیوزیلند
کردهای نیوزیلند به شهروندان نیوزیلندی گفته می‌شود که دارای اصالت یا تبار کردی باشند.
بر طبق سرشماری سال ۲۰۱۳، ۷۲۰ نفر کرد در نیوزیلند زندگی می‌کنند (۸۲۸ نفر خود را گویشور زبان کردی ذکر کردند).